# アイスブレーカー
アイスブレーカー（アイスブレイカー）とは、テキーラをベースとするカクテルである。カクテル名のアイスブレーカーには、「氷を砕くもの」、すなわち砕氷器や砕氷船、場合によっては、砕氷船の流氷を砕く部分という意味がある。転じて「打ち解ける」という意味もある。

## 標準的なレシピ
- テキーラ - 40ml
- ホワイト・キュラソー - 20ml
- グレープフルーツ・ジュース - 40ml
- グレナデン・シロップ ＝ 1tsp

### 作り方
テキーラ、ホワイト・キュラソー、グレープフルーツ・ジュース、グレナデン・シロップをシェークして、氷を入れたオールド・ファッションド・グラス（容量180〜300ml程度）かタンブラー（容量240～300ml程度）に注ぐ。

### 備考
フローズン・スタイルにする場合もある。